# تيم كروز (لاعب كرة قدم)
تيم كروز (بالألمانية: Tim Kruse)‏ هو لاعب كرة قدم ألماني، ولد في 10 يناير 1983 في ماين في ألمانيا. شارك مع منتخب ألمانيا تحت 20 سنة لكرة القدم. أما مع النوادي، فقد لعب مع باير 04 ليفركوزن وروت فايس أوبرهاوزن وفورتونا دوسلدورف ونادي ساربروكن.

## وصلات خارجية
- تيم كروز على موقع قاعدة بيانات كرة القدم.إي يو (الإنجليزية)
- تيم كروز على موقع بيانات كرة القدم. دي إي (الألمانية)
- تيم كروز على موقع عالم كرة القدم.نت (الإنجليزية)